# Trekantområdets Festuge
Trekantområdets Festuge er en kulturfest på tværs af kommunegrænserne i  Billund, Fredericia, Haderslev, Kolding, Middelfart, Vejen og Vejle. Festugen foregår over 10 dage i slutningen af august/start september, og har over 300 forskellige arrangementer. 
Den har til formål at synliggøre områdets mange kulturtilbud, og binde de syv kommuner endnu tættere sammen. Festugen får økonomisk støtte fra Kulturministeriet, TREFORs Værdipulje og Trekantområdet Danmark.